# Willi Bethke
Willi Bethke – niemiecki policjant, SA-Standartenführer. W 1939 był pułkownikiem policji porządkowej w Wolnym Mieście Gdańsku. Dowódca niemieckiego ataku na Pocztę Polską w Gdańsku we wrześniu 1939 roku.

## Poczta Polska w Gdańsku
1 września 1939 roku Bethke dowodził atakiem niemieckim na Pocztę Polską w Gdańsku. Około godziny osiemnastej podjął tragiczną dla obrońców decyzję by podpalić budynek. W wyniku tej akcji spłonęły co najmniej cztery osoby, a prawdopodobnie pięć. Sześć osób ciężko poparzonych zmarło wkrótce w szpitalach. 15 września opuścił oddziały policji.

## Lata powojenne
Po drugiej wojnie światowej był przesłuchiwany w roli świadka w sprawie ataku na Pocztę.